# Tramlijn 15 (Amsterdam)
 Tramlijn 15 is een voormalige tramlijn in Amsterdam. Het lijnnummer 15 heeft tussen 1913 en 1937 toebehoord aan twee verschillende tramlijnen. In 1937 werd de laatste lijn 15 opgeheven.

## Eerste lijn 15
De Amsterdamse tramlijn 15 werd ingesteld op 16 juli 1913 op de route J.W. Brouwersplein – P.C. Hooftstraat – Museumbrug – Weteringschans – Sarphatistraat – Roetersstraat – Plantage Kerklaan. In de eerste jaren werd de lijn in vier fasen verlengd via de De Lairessestraat en Cornelis Krusemanstraat tot aan de Amstelveenseweg (1919). Vanwege haar eindpunt in de Plantage, waar ook de Amsterdamse dierentuin Artis is gevestigd, kreeg de lijn de bijnaam Aapieslijn.
In 1923 werd de route via P.C. Hooftstraat en Weteringschans verlaten en ging lijn 15 rijden via Van Baerlestraat – Ceintuurbaan – Van Woustraat. In 1924 werd de lijn aan de andere kant verlengd via het kringspoor Vaartstraat naar Station Willemspark. In 1927 ging lijn 15 vanaf de Plantage Middenlaan doorrijden naar de Mauritskade om in 1928 verlengd te worden via Zeeburgerdijk en Borneostraat naar de Molukkenstraat. Een jaar later werd de lijn alweer ingekort tot de Mauritskade en in 1931 weer tot de Plantage Kerklaan. Met de grote opheffingsgolf van 1 januari 1932 verdween ook lijn 15.
Datzelfde jaar keerde op een aantal avonden de lijn tijdelijk terug waarbij een aantal ritten werd gereden als "Theatertram" en zo zuid weer rechtstreeks verbond met de theaters in de Plantagebuurt. De ritten kenden echter maar weinig belangstelling en verdwenen weer snel.

## Tweede lijn 15
Wegens de vernieuwing van de Kinkerbrug konden de lijnen 7 en 17 van 11 augustus 1936 tot 24 september 1937 geen gebruik maken van deze brug en hadden hun eindpunt in de Borgerstraat bij de Kinkerstraat. Op de verlaten delen van deze lijnen ten westen van de Kostverlorenvaart werd een tijdelijke lijn 15 ingesteld die reed over de route Surinameplein – Hoofdweg – Postjesweg – Witte de Withstraat – Jan Evertsenstraat – Mercatorplein. Speciaal voor lijn 15 was er een tijdelijke verbindingsboog van de Postjesweg naar de Witte de Withstraat aangelegd.

## Plannen
In de jaren zeventig waren er plannen om de drukke buslijn 15 (Amstelstation – Haarlemmermeerstation – Station Sloterdijk) te vervangen door een tramlijn. De plannen hielden stand tot in de jaren negentig. Na de instelling van metrolijn 50 in 1997, die een min of meer parallelle route heeft, zijn de plannen tijdelijk in de ijskast verdwenen. In 2014 kwamen er weer plannen voor een mogelijke tramlijn 15.